# Mason (Nevada)
Mason é uma comunidade não incorporada no condado de Lyon, estado de Nevada, nos Estados Unidos

## Pessoas notáveis
- Edward Cornelius Reed Jr., juiz do United States District Court [2]